# Galena (Kansas)
Galena è un comune degli Stati Uniti d'America, situato nello Stato del Kansas, nella contea di Cherokee.